# Holonki
Holonki – wieś w Polsce położona w województwie podlaskim, w powiecie bielskim, w gminie Brańsk.
| SIMC    | Nazwa       | Rodzaj  |
| ------- | ----------- | ------- |
| 0024609 | Chrościanka | kolonia |
| 0024615 | Solniki     | kolonia |

Według Powszechnego Spisu Ludności z 1921 roku wieś nazywała się Golonki. Również mapa WIG z 1937 podaje nazwę Golonki. 
W 1921 roku wieś liczyła 39 domów i 258 mieszkańców, w tym 235 katolików, 16 prawosławnych i 7 wyznawców judaizmu.
W okresie II RP siedziba wiejskiej gminy Widźgowo. W latach 1952–1954 miejscowość była siedzibą gminy Holonki. W latach 1954–1972 wieś należała i była siedzibą władz gromady Holonki. W latach 1975–1998 miejscowość administracyjnie należała do województwa białostockiego.
Przez miejscowość przepływa Czarna, rzeka dorzecza Bugu.
Wierni kościoła rzymskokatolickiego należą do parafii Matki Bożej Wspomożenia Wiernych w Klichach.